# Morpho deidamia
Morpho deidamia é uma borboleta neotropical da família Nymphalidae, subfamília Satyrinae e tribo Morphini, descrita em 1819 por Jakob Hübner e com subespécies distribuídas pela Nicarágua, Costa Rica, Panamá, Guianas, Venezuela, Colômbia, Equador, Peru, Bolívia e Brasil (Amazonas, Pará, Maranhão), em altitudes de zero a 1.400 metros. Segundo Adrian Hoskins, esta espécie está adaptada para se reproduzir em uma ampla variedade de habitats florestais, ocorrendo em florestas decíduas secas da Nicarágua e com maior frequência em floresta primária tropical.  Visto por cima, o padrão básico (macho) apresenta asas de coloração azul iridescente com a tonalidade escurecendo próximo ao corpo do inseto e com as pontas das asas anteriores de coloração enegrecida e contendo três a mais de cinco pontuações brancas. Em M. deidamia, vista por baixo, se apresenta um número de sete ocelos desenvolvidos em cada par (anterior e posterior) de asas. O dimorfismo sexual é acentuado, com as fêmeas de dimensões maiores e menos frequentes; reconhecidas pelas margens escuras mais amplas sobre a superfície das asas. Sua envergadura vai de 15 a 17 centímetros.

## Hábitos
Adrian Hoskins cita que os machos de M. deidamia, e da maioria das espécies de Morpho, patrulham trilhas ao longo dos cursos de córregos e rios. Nas tardes quentes e ensolaradas, às vezes, podem ser encontradas absorvendo a umidade da areia ou do solo com urina; também alimentando-se de frutos em fermentação.

## Subespécies
M. deidamia possui doze subespécies:
- Morpho deidamia deidamia - Descrita por Hübner em 1819, de exemplar proveniente do Suriname.[5][9]
- Morpho deidamia neoptolemus - Descrita por Wood em 1863, de exemplar proveniente do Brasil (Amazonas).[12]
- Morpho deidamia granadensis - Descrita por C. & R. Felder em 1867, de exemplar proveniente da Nicarágua.[6]
- Morpho deidamia polybaptus - Descrita por Butler em 1875, de exemplar proveniente da Costa Rica.
- Morpho deidamia pyrrhus - Descrita por Staudinger em 1887, de exemplar proveniente do Peru.[13]
- Morpho deidamia electra - Descrita por Röber em 1903, de exemplar proveniente da Bolívia.
- Morpho deidamia hermione - Descrita por Röber em 1903, de exemplar proveniente da Colômbia.[14]
- Morpho deidamia lycanor - Descrita por Fruhstorfer em 1907, de exemplar proveniente do Equador.[15]
- Morpho deidamia guaraura - Descrita por Le Cerf em 1925, de exemplar proveniente da Venezuela.
- Morpho deidamia diomedes - Descrita por Weber em 1944, de exemplar proveniente do Peru.
- Morpho deidamia diffusa - Descrita por Le Moult & Réal em 1962, de exemplar proveniente do Brasil (Maranhão).
- Morpho deidamia steinbachi - Descrita por Le Moult & Réal em 1962, de exemplar proveniente da Bolívia.[16]